# Балашадьярмат
Балашадьярмат (угор. Balassagyarmat) — місто на півночі Угорщині у медьє Ноґрад.

## Географія
Місто розташоване на лівому березі річки Іполіт, яка позначає державний кордон із Словаччиною.

## Історія
Міський герб носить латинський напис «Civitas Fortissima» (хоробре місто) на честь, того що в січні 1919 року чехословацькі війська перетнули демаркаційну лінію окреслену в грудні 1918 року в рамках підготовки до Договору Тріанон і незаконно окупували міста на південь від лінії, у тому числі і Балашадьярмат. Місцевому населенню вдалося відтіснити чехословацькі війська в серйозному військовому зіткненні, у якому багато хто з цивільних учасників загинули, головним чином, словацьке населення.
Героїку населення міста проти незаконного і нічим не спровокованого вторгнення була увічнена у пісні «Civitas Fortissima».
Під час Другої світової війни, Балашадьярмат був захоплений 9 грудня 1944 року радянськими військами 2-го Українського фронту в ході Будапештської наступальної операції.

## Демографія
Згідно з перепису 2001 року у місті мешкало 18,474 осіб. 98 % населення були угорцями, 2 % становили цигани.

## Міста-побратими
- Деж
- Гайменкірх
- Остроленка
- Ламеція-Терме
- Словенске Дармоті